# Boletus pinicola
Boletus pinicola är en svampart som beskrevs av Rea 1922. Boletus pinicola ingår i släktet rörsoppar och familjen Boletaceae.   Inga underarter finns listade i Catalogue of Life.